# Lijst van bisschoppen van Mondovì
De volgende personen waren bisschop van het Italiaanse bisdom Mondovì:
- 1388–1403: Damiano Zavaglia, O.P.
- 1404–1413: Giovanni de Soglio
- 1413–1424: Franceschino Fauzone
- 1429–1429: Guido Ripa, C.R.S.A.
- 1424–1438: Percivallo de Balma  (ook bisschop van Belley)
- 1438–1470: Aimerico Segaudi, C.R.S.A. 
  - 1466: Jean Michel
- 1470–1484: Antonio Fieschi
- 1484–1490: Antoine Champion  (ook bisschop van Genève)
- 1490–1497: Gerolamo Calagrano
- 1497–1509: Amedeo di Romagnano
- 1509–1512: Carlo Roero
- 1512–1519: Lorenzo Fieschi
- 1519–1522: Ottobono Fieschi
- 1523: Urbano de Miolans
- 1523: Gerolamo Ferrero
- 1523–1550: Carlo de Camera
- 1553–1559: Bartolomeo Pipero
- 1560–1566: Antonio Michele Kardinaal Ghislieri, O.P.
- 1566–1587: Vincenzo Kardinaal Lauro
- 1587: Felice Bertodano
- 1587–1588: Vincenzo Lauro  (tweede keer)
- 1589–1602: Giannantonio Castruccio
- 1603–1630: Carlo Argentero
- 1631–1641: Carlo Antonio Ripa
- 1642–1655: Maurizio Solaro
- 1656–1662: Michele Beggiamo  (ook aartsbisschop van Turijn)
- 1663–1667: Giacinto Solaro di Moretta
- 1667–1697: Domenico Truchi
- 1697–1732: Giambattista Isnardi 
  - 1732–1741: sede vacante
- 1741–1753: Carlo Felice Sammartino
- 1753–1782: Michele Casati
- 1783–1800: Giuseppe Anton Maria Corte
- 1803–1821: Giovanni Battista Pio Vitale
- 1824–1842: Francesco Gaetano Bullione di Monale
- 1843–1873: Giovanni Tommaso Ghilardi, O.P.
- 1873–1897: Placido Pozzi
- 1897–1932: Giovanni Battista Ressia
- 1932–1963: Sebastiano Briacca
- 1963–1968: Carlo Maccari  (ook aartsbisschop van Ancona)
- 1970–1975: Francesco Brustia
- 1975–1986: Massimo Giustetti  (ook bisschop van Biella)
- 1987–1996: Enrico Masseroni  (ook aartsbisschop van Vercelli)
- 1996–2017: Luciano Pacomio
- 2017-heden: Egidio Miragoli